# 奈良県道137号平原五條線
奈良県道137号平原五條線（ならけんどう137ごう へいばらごじょうせん）は、奈良県吉野郡下市町から五條市に至る一般県道である。

## 概要
国道168号を補完する役割を担っている道路である。2023年（令和5年）2月11日には小島工区（1,050 m）の開通により、国道24号、国道370号と接続した。

### 路線データ
- 起点：奈良県吉野郡下市町大字平原[2]
- 終点：奈良県五條市[2]
- 総延長：約10 km[2]

## 歴史
- 1961年（昭和36年）2月1日 - 奈良県告示第28号により、奈良県道に認定された[1]。
- 2021年（令和3年）10月27日 - 小島工区が2022年（令和4年）度開通予定であることが発表された[4]。
- 2023年（令和5年）2月11日 - 五條市小島町と宇野町を結ぶ小島工区（1,050 m）の区間が供用開始となる[2][5][6]。

## 路線状況

### 重複区間
- 五條吉野広域農道（五條市西吉野町百谷 - 五條市西吉野町平沼田）

### 道路施設

#### 橋梁
- 世繁橋（八幡川、五條市）
- 栄山寺橋（吉野川、五條市）

吉野川をまたぐ、全長95 mの橋。「栄山寺橋と吉野川」は奈良県景観資産の1つとなっている。
- 高瀬橋（宇智川、五條市）

#### トンネル
- 栄山寺トンネル：延長622 m、2021年（令和3年）竣工、五條市

小島工区内にある、全長622 mのトンネル。

### 交通量
24時間自動車類交通量（上下合計）（単位：台）　道路交通センサス
| 区間        | 平成17（2005）年度 | 平成22（2010）年度 | 平成27（2015）年度 |
| ----------- | ------------------ | ------------------ | ------------------ |
| 起点 - 終点 | 272                | 264                | 219                |

- 出典：国土交通省ホームページ「平成22年度全国道路・街路交通情勢調査 一般交通量調査 箇所別基本表（奈良県）」p.29、「平成27年度全国道路・街路交通情勢調査 一般交通量調査 箇所別基本表（奈良県）」p.25）

## 地理

### 通過する自治体
- 奈良県
  - 吉野郡下市町 - 五條市

### 交差する道路
| 交差する道路                                   | 市町村名 | 市町村名 | 交差する場所   | 交差する場所        |
| ---------------------------------------------- | -------- | -------- | -------------- | ------------------- |
| 奈良県道20号下市宗桧線                         | 吉野郡   | 下市町   | 大字平原       | 起点                |
| 五條吉野広域農道 / フルーツロード 重複区間起点 | 五條市   | 五條市   | 西吉野町百谷   |                     |
| 五條吉野広域農道 / フルーツロード 重複区間終点 | 五條市   | 五條市   | 西吉野町平沼田 |                     |
| 奈良県道39号五條吉野線                         | 五條市   | 五條市   | 小島町         | 栄山寺橋北詰交差点  |
| 国道24号 国道168号 重複 国道370号 重複         | 五條市   | 五條市   | 宇野町         | 宇野町交差点 / 終点 |

### 沿線
- 智辯学園中学校・高等学校（本路線の近く）
- 五條市立五條東中学校（本路線の近く）